# Li Yuan-zu
Li Yuan-zu (chiń. 李元簇; pinyin Lǐ Yuáncù; ur. 24 września 1923, zm. 8 marca 2017) – tajwański polityk, wiceprezydent Republiki Chińskiej w latach 1990-1996.
Urodził się w Pingjiang w prowincji Hunan. Studiował na Narodowym Uniwersytecie Chengchi w Tajpej, następnie w 1958 roku wyjechał na Uniwersytet w Bonn, gdzie w 1963 roku uzyskał doktorat z prawa. Był sędzią sądów okręgowych w Xinzhu i Tajpej, a także sądu najwyższego. W latach 1969–1973 pełnił funkcję doradcy ministra obrony narodowej. W latach 1973–1978 rektor Narodowego Uniwersytetu Chengchi.
W latach 1977–1978 minister edukacji, następnie 1979-1984 minister sprawiedliwości. Od 1990 do 1996 roku pełnił urząd wiceprezydenta.